# Хю Тревър-Ропър
Хю Редуолд Тревър-Ропър (на английски: Hugh Redwald Trevor-Roper) е английски историк.

## Биография
Роден е на 15 януари 1914 година в Глантън, Нортъмбърленд, в семейството на лекар с благороднически произход. Завършва история в Оксфордския университет, където остава като преподавател. По време на Втората световна война служи във военното радиоелектронно разузнаване, а през 1945 година участва в британското разследване на смъртта на Адолф Хитлер. Работи главно в областта на ранната нова британска история, но пише множество текстове на различни исторически теми.
Хю Тревър-Ропър умира от рак на 26 януари 2003 година в Оксфорд.